# 福瑞德哈金森肿瘤研究中心
福瑞德·哈金森癌症研究中心(Fred Hutchinson Cancer Research Center)，是一所美國癌症研究机构。

## 历史
1972年建立，地址位于美国华盛顿州的西雅图市。该研究机构的宗旨是“致力于消除癌症及其相关疾病以使得人类免受其带来的折磨和死亡”。
该机构由在西北太平洋糖尿病研究所工作的威廉·哈金森博士，为纪念其死于肺癌的弟弟福瑞德·哈金森而于1965年建立。1975年，该癌症研究中心从西北太平洋糖尿病研究所脱离，成为一个独立的机构。